# Примарові
Примарові (Phasmatodea, також відомі як Phasmida або Phasmatoptera) — ряд комах, що складається з двох груп паличників та листотілів. 
Паличники мають видовжене тіло до 35 сантиметрів завдовжки, тонке (паличники) або сплющене і листоподібне (листотіли). Голова маленька, куляста. Вусики короткі, щетинкоподібні або довгі, ниткоподібні. Ротовий апарат гризучий. Ноги ходильні. Передні крила (надкрила) тверді, короткі, задні — віялоподібно складаються вздовж черевця; часто крила відсутні. Завдяки маскувальному забарвленню (зелене, буре), формі тіла та здатності впадати надовго в стан нерухомості примарові малопомітні на листках і гілках рослин. Розвиток з неповним перетворенням. Рослиноїдні, деякі з них — шкідники культурних рослин, наприклад грефея кокосова (Graeffea coccophaga) об'їдає листки кокосових пальм. Ряд об'єднує 7 родин з 2500 видами, поширеними переважно у тропіках і субтропіках. В Україні не зустрічаються.
Вагомий внесок у вивчення цього ряду комах зробив  Г.Я. Бей-Бієнко.